# فرانك إيتوندي
فرانك مبيا إيتوندي (مواليد 30 أغسطس 1990) هو لاعب كرة قدم كاميروني يلعب حاليًا لصالح نادي زيورخ السويسري.

## الحياة الشخصية
فرانك هو الأخ الأصغر لستيفان مبيا.

## ألقاب
سانت جالين
- دوري التحدي السويسري: 2011-12

نادي زيورخ|زيورخ
- كأس سويسرا: 2013-14

## روابط خارجية
- فرانك إيتوندي على موقع اتحاد تركيا (لاعب) (الإنجليزية)
- فرانك إيتوندي على موقع قاعدة بيانات كرة القدم.إي يو (الإنجليزية)
- فرانك إيتوندي على موقع ناشيونال فوتبول تيمز (الإنجليزية)
- فرانك إيتوندي على موقع Soccerway.com (الإنجليزية)
- فرانك إيتوندي على موقع عالم كرة القدم.نت (الإنجليزية)
- فرانك إيتوندي على موقع AS.com (الإسبانية)